# HD 150248
HD 150248  — звезда в созвездии Скорпиона. Находится на расстоянии ок. 88 св. лет (26,6 пк) от Солнца.
Звезда близка по своим характеристикам к Солнцу и может быть классифицирована как аналог Солнца. Имея видимую звёздную величину 7,02m. Звезда не видима невооруженным глазом. HD 150248 в фотометрических цветах очень близка к Солнцу, однако, она имеет более низкую металличность. Имея возраст 6,2 млрд лет, звезда также на 1,6 млрд лет старше Солнца.

## Сравнение с Солнцем
В таблице ниже приведены параметры, по которым проводится сравнение Солнца и  HD 150248.
| Название  | Координаты J2000   | Координаты J2000 | Расстояние (св.лет) | Спектральный класс | Температура (K) | Металличность (%) | Возраст (млрд. лет) | Примечания |
| Название  | Прямое восхождение | Склонение        | Расстояние (св.лет) | Спектральный класс | Температура (K) | Металличность (%) | Возраст (млрд. лет) | Примечания |
| --------- | ------------------ | ---------------- | ------------------- | ------------------ | --------------- | ----------------- | ------------------- | ---------- |
| Солнце    | —                  | —                | 0.00                | G2V                | 5,778           | 100               | 4.6                 | [ 9 ]      |
| HD 150248 | 16ч 41м 49.8с      | −45° 22′ 07.4″   | 88                  | G3V                | 5,689           | 83                | 6.2                 | [ 6 ]      |

До настоящего времени не найдено солнечного двойника с точным соответствием всех параметров, однако, есть некоторые звёзды, которые очень близки по своим параметрам к солнечным. Точным солнечным близнецом была бы звезда спектрального класса G2V с температурой 5778 K, возрастом 4,6 млрд лет и вариациями светимости не превышающими 0,1% солнечной .

Спектральная классификация звёзд Морган-Кинана. Наиболее распространённый тип звёзд во Вселенной — М-карлики, 76%. Наше Солнце относится к G-классу (G2V) и имеет возраст 4,6 миллиарда лет. Оно более массивно, чем 95% всех звёзд во Вселенной. Только 7,6% звёзд являются карликами G-класса